# وو ياجون
وو ياجون (بالصينية: 吴亚军) (وبالصينية: 吴亚军؛ من مواليد 1964) هي سيدة أعمال صينية، ومؤسِّسة مشاركة ورئيسة تنفيذية سابقة ورئيسة حاليّة لشركة عقارات لونغفور. تعتبر ياجون ثالث أغنى امرأة في الصين، والثانية والعشرين في المجمل وفقًا لتقرير مجلة هورون للأثرياء لعام 2013. حصلت ياجون على لقب أغنى امرأة في الصين في عام 2012، وكذلك أغنى خامس شخص في الصين. فقدت ياجون هذا المنصب أمام يانج هويان بسبب طلاقها من كاي كوي، حيث كانت تحتل المرتبة الثانية كأغنى امرأة في الصين. واعتبارًا من مارس 2013، احتلت ياجون المرتبة 299 كأغنى شخص في العالم، ومن بين قائمة أفضل 50 امرأة في مجلة فوربس، بقيمة صافية لثروتها بلغت 4.4 مليار دولار. تعمل ياجون في مجلس الشعب الصيني، واحتلت في عام 2014 المرتبة 41 لأقوة 50 امرأة في العالم في مجلة فوربس.

## حياتها المُبكرة
وُلدت وو في تشونغتشينغ في عام 1964 لعائلة عادية. تخرجت ياجون من قسم هندسة الملاحة في الجامعة الشمالية الغربية للتقنية (Northwestern Polytechnical University) في عام 1984.

## حياتها المهنية
عملت ياجون في من 1984 إلى 1988 في مصنع قيانوي متر Qianwei Meter.، ثم عملت من عام 1988 إلى عام 1993 كصحافية ومحررة في وكالة أنباء شيرينج الصينية. كان يسيطر في ذلك الوقت على الوكالة مكتب البناء في حكومة بلدية تشونغتشينغ، والتي ثبت أنها كانت عامل أساسي في بناء شبكتها في الحكومة وعالم الأعمال لإطلاق مسيرتها المهنية في صناعة العقارات.
أسست وو وزوجها السابق في عام 1995، رجل الأعمال كاي كوي، شركة تشونغتشينغ تشونغ جيانكي العقارية المحدودة باستثمار رأسمالي أولي قدره 10 ملايين يوان. وقد سُميت الشركة فيما بعد باسم عقارات لونغفور. نمت المؤسسة بسرعة بعد ذلك، حيث توسعت من منزلها في تشونغتشينغ لتشمل مدن رئيسية مثل سيردو، وبكين، وشانغهاي، وتشانغتشو وداليان. تخرّجت ياجون من كلية تشونغ كونغ للدراسات العليا في إدارة الأعمال عام 2007. طرحت لونغفور للعقارات أسهمها في بورصة هونج كونج في عام 2009؛ وكان من أبرز المستثمرين حكومة سنغافورة، وبينغ آن للتأمين وتيماسيك للاستثمار.
تتم إدارة ثروة وو من قبل شركة تدعى وو كابيتال، التي تأسست في عام 2013. قامت وو كابيتال منذ تأسيسها بالاستثمار في شركات التكنولوجيا بما في ذلك أوبر وإيفر نوت.

## حياتها الشخصية
تطلّقت وو في عام 2012 من زوجها كاي كوي، وفقدت بذلك مكانتها كأغنى امرأة في الصين أمام يانغ هويان . انخفضت حصة وو في لونغفور للعقارات إلى 45 ٪، بينما كانت حصة كاي كوي 30 ٪ من الأسهم.

## روابط خارجية
- Longfor Properties Chinese website
- Profile on Hurun Report